# Zipi y Zape (serie de televisión)
Zipi y Zape es una serie animada española de 2002 basada en los cómics del mismo nombre creados por José Escobar Saliente. Mientras que dichos cómics están ambientados en la época de su edición, la serie está ambientada en la actualidad. De los personajes de los cómics, únicamente Zipi, Zape, Don Pantuflo, Doña Jaimita, Don Minervo y el caco Manitas son los únicos que aparecen en la serie. Además, el personaje de la serie "Peloto" podría estar basado en la maldad del Peloto de los cómics y la inteligencia y aspecto de Sapietín. La serie tuvo un tono camp en respecto a los dibujos originales.
La productora, BRB Internacional invirtió unos dos años y cuatro millones y medio de euros en su realización. Se emitió por primera vez el 22 de febrero de 2002 en Disney Channel y posteriormente en España en Antena 3. La serie se vendió a diversos países como México, Italia, Francia y varios países árabes.

## Personajes

### Familia Zapatilla
- Zipi Zapatilla: es el hermano rubio y el pequeño por unos segundos. Comparte todos los gustos de su hermano: el fútbol, gastar bromas, jugar a la pelota, etc. Zipi está enamorado de Wanda, y se nota por unos rugidos que da su tripa cada vez que se acerca a ella.
- Zape Zapatilla: el hermano moreno y el mayor de los dos. Comparte todos los gustos de su hermano: el fútbol, gastar bromas, jugar a la pelota, etc. Es el único que sabe los sentimientos que Zipi tiene por Wanda y no lo soporta, e intenta siempre que nadie se entere.
- Don Pantuflo Zapatilla: el padre de Zipi y Zape y marido de Jaimita. Es estricto y severo a veces e imparte normas duras a sus hijos, pero solo lo hace por su bien.
- Doña Jaimita Zapatilla: la madre de Zipi y Zape y esposa de Pantuflo. Es la voz de la conciencia de sus hijos, que siempre han de lidiar con su asquerosa sopa para almorzar.

### Escuela
- Don Minervo: El profesor de la clase de Zipi y Zape, el único profesor capaz de soportar a los gemelos y el resto de la alborotada clase.
- Invi: Un niño que se cree invisible desde que llegó a su casa su hermanita pequeña, que ha absorbido toda la atención e ellos y los ha alejado tanto de él que ni siquiera recuerdan su nombre.
- Puag: Es un niño obeso y grande con ciertos problemas de higiene personal. Su mayor característica es que siempre lleva un moco colgando.  En un episodio se descubre que su familia es rica y apenas lo visitan sus padres. En el episodio "El Zafiro Sedaelpiro" se menciona que ha repetido 17 veces curso. Su verdadero nombre es Honorato.
- Wanda: Una chica muy maja con ansias de aventura. Siempre lleva un muñeco explorador llamado Coronel Jimmy. Es el interés romántico de Zipi aunque ella no lo sabe, aunque en la intro de la serie se demuestra que también siente algo por él.
- Peloto: El empollón de clase. Muy pelota y chivato, siempre se lleva un golpe con un borrador de pizarra cada vez que intenta chivarse. En un episodio se descubre que está enamorado de Evilina.
- Evilina: La chica más malvada y pija de la clase, además es la principal antagonista. Retorcida, tétrica, con aparatos y muy mal genio, Evilina siempre está deseosa de meter en más de un lío a Zipi y Zape. Sufre mutaciones al mentir.

### Otros
- El Duende Mala Uva: un duende con muy mal genio (casi incluso más que Evilina) encerrado en un casillero que sólo quiere que le dejen dormir. Suele hablar siempre rimado y cuando le despiertan se enfada tanto que lanza una terrible maldición sobre quien le despierte, obligándolo a soportar una y otra vez las cosas que más odia hasta que se vuelva a dormir.
- el bicho del perro  de Debajo de la Cama': también llamado Peluso, un monstruo creado a partir de cientos de años de pelusa acumulada debajo de la cama de Zipi y Zape.
- Quetecateo
- El Huevo Blanco
- El Caco Manitas: Es otro de los antagonistas de la serie. Un ladrón que siempre roba, pero todos sus planes acaban siendo frustrados por los gemelos Zipi y Zape.
- El Narrador del Manitas: Es el narrador que cuenta los planes de Manitas. Tiene acento mexicano.
- Santa Claus
- Los Reyes Magos
- El Padre de Evilina
- La Cucaracha Bleeeeeeeg

### Propios de la película
- Lord Peloty
- Lady Evily
- Evilitosis

## Episodios
La serie consta de 26 episodios (según algunas fuentes son el doble: 52 episodios de 13 minutos):
- 1. ¿Hermanitos...? ¡No, Gracias!
- 2. Sé lo que Copiasteis el Último Verano
- 3. ¡Algo Pasa con Evilina!
- 4. Pobre Niño Rico y Asqueroso
- 5. Misión: Wanda está Imposible
- 6. ¡E'mio, Mío y Sólo Mío!
- 7. ¡Que Viene el Coco! Parte 1
- 8. ¡Que Viene el Coco! Parte 2
- 9. La Guerra de los Piojos
- 10. ¿Podemos Tener un Perrito?
- 11. Pesadilla de Evilina's Estréss
- 12. ¡Quítale la Barba a Santa Claus!
- 13. Pdotezto Zeñodía
- 14. La Superpandi
- 15. ¡Al Sótano Sin Cenar!
- 16. Sir Toi o no Sir Toi
- 17. Por un Puñado de Bolis
- 18. El Zafiro Sedaelpiro
- 19. Jope, y yo con Estos Padres
- 20. Te lo Juro por la Cobertura de mi Móvil
- 21. El Proyecto de la Cucaracha Bleeeeeeeg
- 22. ¡¡Te Pireeeeees!!!
- 23. ¡Vaya Par de Colgaos!
- 24. Los Ángeles Caídos... y Mojados
- 25. Amor... ¡Que Asco!
- 26. Los Caballeros del Pupitre Redondo

- Película. Las monstruosas aventuras de Zipi y Zape

## Las monstruosas aventuras de Zipi y Zape
Es una película de animación que cierra la serie de Zipi y Zape. Salió en DVD directamente. El argumento es en realidad escenas de algunos episodios, claramente redoblados para darles una nueva trama y relacionar las escenas. Sin embargo, hay dos escenas propias de la película aparte de la presentación de los personajes. Una en la que la familia Zapatilla pasó la noche en una casa encantada donde habitaban Lord Peloty y Lady Evily, dos fantasmas muy parecidos a Peloto y Evilina. La segunda escena propia de la película trata de que Zipi y Zape van con sus amigos a Egipto a una pirámide, donde se encuentra la momia de hace 300 años Evilitosis (también muy parecido a Evilina).